# ریسک سیستماتیک

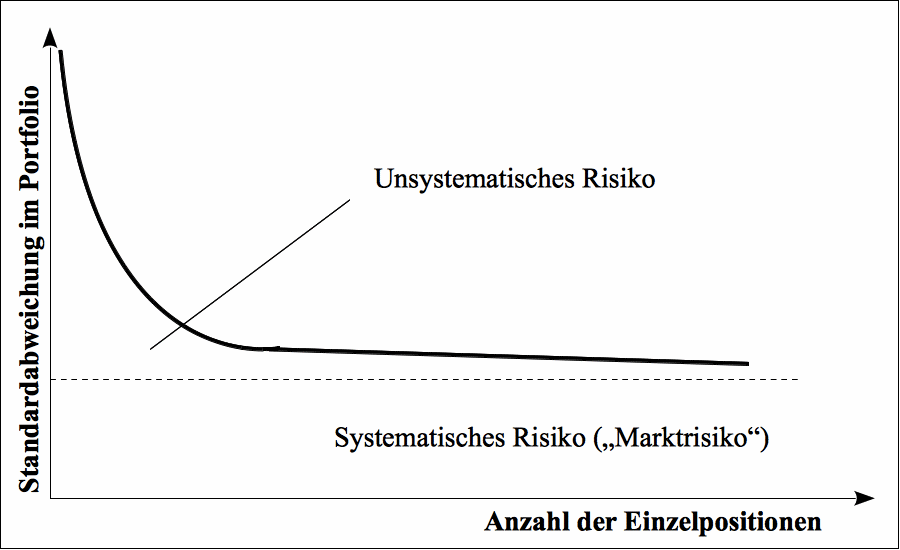
ریسک سیستماتیک به صورت نموداری این روس کاربرد در انتگرال و علم آمار دارد

ریسک سیستماتیک (به انگلیسی: systematic risk) در امور مالی و اقتصاد، به ریسک حاصل از اثر عوامل کلی بازار اطلاق می‌شود، که به‌طور هم‌زمان بر قیمت اوراق بهادار موجود در بازار مالی تأثیر می‌گذارد. عواملی چون تحولات اقتصادی، سیاسی و اجتماعی (مانند تغییرات نرخ ارز، چرخه‌های تجاری، تورم، سیاست‌های پولی و مالی دولت‌ها) باعث ایجاد ریسک سیستماتیک در سیستم‌های مالی و اقتصادی می‌شود.
بدلیل آنکه ریسک سیستماتیک در ارتباط با وضعیت کلی بازار و نوسانات موجود در آن می‌باشد و با بکارگیری تکنیک‌های مدیریت سبد اوراق بهادار قابل کاهش نمی‌باشد، به آن ریسک کاهش‌ناپذیر یا غیرقابل‌اجتناب نیز گفته می‌شود. از دیدگاه صاحبان سهام، ریسک سیستماتیک موجود در مجموعه‌ای از سهام، مهم است و این بدان مفهوم است، که قضاوت درباره تک تک سهام، نه براساس انحراف معیار بازده آن‌ها، بلکه بر مبنای ریسک سیستماتیک صورت می‌گیرد. طبق نظریه‌ نوین سبد سهام، می‌توان ریسک غیرسیستماتیک را کاهش داد یا بطور کلی از میان برد، ولی ریسک سیستماتیک همچنان باقی می‌ماند. شاخص بتا ابزاری برای اندازه‌گیری ریسک سیتماتیک است.